# Марчук, Гурий Иванович
Гу́рий Ива́нович Марчу́к (8 июня 1925[…], Петрохерсонец, Самарская губерния — 24 марта 2013, Москва) — советский и российский учёный в области вычислительной математики, физики атмосферы и геофизики. Профессор, доктор физико-математических наук, академик АН СССР. Герой Социалистического Труда (1975). Лауреат Ленинской премии, Государственных премий СССР и РФ. Президент Академии наук СССР (1986—1991).

## Биография
Родился 8 июня 1925 года в селе Петрохерсонец Грачёвского района Оренбургской губернии.
- 1941—1942 — помощник комбайнёра в с. Духовницкое
- 1942—1949 — студент, затем аспирант матмеха ЛГУ
- 1943—1945 — служба в армии
- 1947 — вступил в ВКП(б)
- 1949—1953 — аспирант, после защиты в 1952 — сотрудник Геофизического института АН СССР (переведён из аспирантуры ЛГУ)
- 1953—1962 — сотрудник, затем начальник отдела Лаборатории «В» (с 1955 Физико-энергетический институт) в Обнинске.
- 1957 — защита диссертации на соискание степени доктора физико-математических наук
- 1962 — избрание в члены-корреспонденты Академии наук СССР
- 1962—1964 — работает в Институте математики Сибирского отделения АН СССР
- 1964—1980 — директор Вычислительного центра Сибирского отделения АН СССР
- 1968 — избрание в академики АН СССР
- 1969—1975 — заместитель председателя Президиума Сибирского отделения Академии Наук СССР
- 1975—1980 — председатель Президиума Сибирского отделения Академии наук СССР, одновременно — вице-президент Академии наук СССР
- 22 января 1980—1986 — заместитель Председателя Совета Министров СССР и председатель Государственного комитета СССР по науке и технике[5]
- 1980—2003 — заведующий кафедрой математического моделирования физических процессов Московского физико-технического института (МФТИ)
- 1986—1991 — президент Академии наук СССР
- 1991—2013 — почётный член Президиума РАН
- 2004—2013 — возглавлял кафедру вычислительных технологий и моделирования факультета вычислительной математики и кибернетики в Московском государственном университете им. М. В. Ломоносова.

Депутат Совета Национальностей Верховного Совета СССР 10—11 созывов (1979—1989) от Белорусской ССР, при этом до 24 июня 1980 года был председателем Комиссии по науке и технике Совета Национальностей. Народный депутат СССР (1989—1991). Депутат Верховного Совета РСФСР (1975—1980). Член ЦК КПСС (1981—1991; кандидат в члены ЦК КПСС в 1976—1981), делегат XXV, XXVI, XXVII, XXVIII съездов КПСС и XIX Всесоюзной конференции КПСС.
Был сопредседателем советско-индийского Совета по реализации и координации Комплексной долгосрочной программы научно-технического сотрудничества между СССР и Индией.
По совместительству с 1980 по 2000 годы — директор Отдела вычислительной математики АН СССР, впоследствии Института вычислительной математики РАН, с 2000 года — почётный директор.

Могила Г. И. Марчука на Новодевичьем кладбище Москвы

Скончался 24 марта 2013 года после продолжительной болезни.
Похоронен на Новодевичьем кладбище (11 участок).

Марчук отмечал: 
Создавая институт в 1980 году в Москве, я руководствовался опытом организации Вычислительного центра СО АН. Это уникальное учреждение. В нем нет традиционных отделов и лабораторий, вся работа осуществляется в творческих коллективах по проектам. Проект может предложить любой сотрудник и пригласить для его выполнения любого члена коллектива. Для подготовки молодых ученых мы имеем свою кафедру в Московском физико-техническом институте, где я преподаю много лет. Каждый год 6—8 лучших студентов поступают к нам в аспирантуру, после её окончания приглашаем к нам на работу самых талантливых молодых ученых. Нам удалось добиться отсутствия проблемы утечки мозгов — во всяком случае в нашем институте. Наоборот, к нам нередко приезжают по контракту талантливые ученые из других стран — США, Франции, Германии

## Научная деятельность
Автор более 350 научных работ по вычислительной и прикладной математике, в том числе по методам расчёта ядерных реакторов, математическому моделированию в задачах физики атмосферы и океана, окружающей среды, в иммунологии и медицине.
В 1964—1965 годах Г. И. Марчук совместно с Н. Н. Яненко предложил метод расщепления (дробных шагов) для решения задач математической физики. Совместно с У. М. Султангазиным обосновал применение метода расщепления для уравнений переноса излучения и доказал его сходимость в этом случае. Внёс существенный вклад в теорию алгоритмов возмущений и сопряжённых уравнений, на основе которых решён ряд важных прикладных задач, предложил многие математические модели физических процессов в атмосфере и океане, разработал численные алгоритмы решения задач прогноза погоды.

### Основные работы
- Марчук Г. И. Численные методы расчёта ядерных реакторов. — М.: Атомная энергия, 1958.
- Марчук Г. И. Методы расчёта атомных реакторов. — М.: Атомная энергия, 1961.
- Марчук Г. И. Численные методы в прогнозе погоды. — Л., 1967.
- Марчук Г. И., Лебедев В. И. Численные методы в теории переноса нейтронов. — М.: Атомиздат, 1971.
- Марчук Г. И. Численное решение задач динамики атмосферы и океана. — Л., 1974.
- Марчук Г. И., Шайдуров В. В. Повышение точности решений разностных схем. — М.: Наука, Глав. ред. физ.-мат. лит-ры, 1979.
- Марчук Г. И., Агошков В. И. Введение в проекционно-сеточные методы. — M.: Наука, 1981.
- Марчук Г. И. Методы вычислительной математики. — 3-е изд. — М.: Наука, 1989 (4-е изд. 2009).
- Марчук Г. И. Математические модели в иммунологии. Вычислительные методы и эксперименты. — 3-е изд. — М.: Наука, 1991.
- Марчук Г. И. Сопряжённые уравнения и анализ сложных систем. — М.: Наука, 1992.
- Марчук Г. И. Встречи и размышления. — М.: Мир, 1995. — 304 с. — ISBN 5-03-003175-8.
- Марчук Г. И. Жизнь в науке. — М.: Наука, 2000. — 190 с. — ISBN 5-02-011760-9.
- Марчук Г. И., Марчук О. Н. Пройденный путь: [мемуары] — М. : Наука, 2004. — 207, [1] с., [9] л. ил., портр. — ISBN 5-02-033218-6.

## Награды

### Почётные звания
- Герой Социалистического Труда (1975)
- Почётный гражданин города Обнинска (1985)
- 1977 — звание лауреата завода «Сибсельмаш» (за разработку АСУ «Барнаул» и участие в подготовке пускового комплекса)[9]

### Ордена и медали
- Орден Ленина (1967, 1971, 1975, 1985)
- Орден «За заслуги перед Отечеством» II степени (2005)[10]
- Орден «За заслуги перед Отечеством» IV степени (1998)[11]
- Командор ордена Почётного легиона (Франция)
- Падма Бхушан (2002, Индия)[12]
- Орден Дружбы (1985, Чехословакия)[13]
- Орден Георгия Димитрова (НРБ)
- Золотая медаль имени М. В. Келдыша — за цикл работ «Развитие и создание новых методов математического моделирования» (1981)
- Международная Премия имени Карпинского (1988)
- Золотая медаль имени П. Л. Чебышёва — за выдающиеся результаты в области математики (1996)
- Большая золотая медаль имени М. В. Ломоносова Российской академии наук — за выдающийся вклад в создание новых моделей и методов решения задач в физике ядерных реакторов, физике атмосферы и океана и иммунологии (2004)
- Кавалер серебряного знака «Достояние Сибири»

### Премии
- 1961 — Ленинская премия в области науки
- 1975 — Премия имени А. А. Фридмана
- 1979 — Государственная премия СССР
- 2000 — Государственная премия Российской Федерации в области науки и техники
- 2004 — Демидовская премия

### Звания
- Почётный доктор Тулузского университета (1973)
- Иностранный член Болгарской АН (1977), АН ГДР (1977), Чехословацкой АН (1977), Польской АН (1988)[14], Французской академии наук (1989)[15]
- Почетный доктор Карлова университета (Прага, 1978), Дрезденского технического университета (1978), Будапештского политехнического университета (1978)

## Память
- В честь Марчука Г. И. названа школа в р/п Духовницкое.
- Одна из улиц рабочего поселка Духовницкое Саратовской области, с которым связаны детство и юность Г. И. Марчука, ныне названа его именем.
- В 2013 имя Марчука присвоено Институту вычислительной математики РАН.
- 19 июня 2015 г. на здании Института вычислительной математики и математической геофизики СО РАН установлена мемориальная доска, посвящённая Г. И. Марчуку.
- 2 сентября 2019 г. установлен бюст Марчуку Г. И. в сквере р/п Духовницкого.

## Семья
Жена — Ольга Николаевна (1927—2024), химик, занималась преподавательской работой; сыновья: Александр (род. 1951), Андрей (род. 1954) и Николай (род. 1955) — математики.